# کفرات
کفرات، روستایی از توابع بخش هزارجریب شهرستان نکا در استان مازندران ایران است که دارای ۵۶۰ نفر جمعیت می‌باشد.
این روستا زیبا از جنوب به روستای سنگر و تلم از شرق به روستای اسماعیل محله  از غرب به روستای سوچلما و از شمال به جنگل های هیرکانی ارتباط دارد. شغل قالب و اغلب اهالی روستا دامداری و کشاورزی است‌. از محصولات قابل برداشت این روستا میتوان به گیاهان دارویی[گل گاوزبان بابونه اویشن بنفشه..] گندم و جو ارزن [گرس] گردو سیب خرمالو به فندق و سیفی جات اشاره کرد.
روستای کفرات شهر نکا بی نهایت زیبا و دلنشین میباشد. دارای آب و هوای خوب و معتدلی میباشد که به همین دلیل مورد توجه و استقبال زیادی از هموطنان ما در تمام نقاط ایران قرار گرفته است. دارای جنگل های بسیار زیبا و انبوه و فراوانی میباشد. زمانی که به این منطقه بی نظیر در استان مازندران سفر میکنید سفری بسیار لذت بخش و خاطره انگیز برایتان خواهد شد. پس پیشنهاد ما به شما سفر به منطقه ی زیبا و دلنشین در کنار عزیزانتان میباشد.
شما عزیزان هر ساله بخصوص در فصل بهار و تابستان می توانید به این منطقه زیبا سفر کنید و از جای جای این منطقه زیبا دیدن کنید و در انجا چند روزی یا حتی ماه ها سپری کینید و بی نهایت لذت ببرید.

## جمعیت
این روستا در دهستان استخرپشت قرار دارد و براساس سرشماری مرکز آمار ایران در سال ۱۴۰۰، جمعیت آن ۵۶۰ نفر (۱۰۶خانوار) بوده‌است. مردم کفرات از قومیت طبری هستند. مردم کفرات به زبان طبری (مازندرانی) سخن میگویند.